# Wolfgang Reinhardt
Wolfgang Reinhardt   (Göppingen, 6 de maig de 1943 - Múnic, 11 de juny de 2011) fou un atleta alemany, especialista en el salt de perxa, que va competir durant les dècades de 1960 i 1970.
El 1964 va prendre part en els Jocs Olímpics d'Estiu de Tòquio, on va guanyar la medalla de plata en la prova del salt de perxa del programa d'atletisme.
En el seu palmarès també destaquen els títols d'Alemanya Occidental a l'aire lliure de 1963 a 1965, i en pista coberta el 1963 i 1968.

## Millors marques
- Salt de perxa. 5,25 metres (1974)[1][2]